# Chungcheong Nam
Chungcheongnam-do (Nam Chungcheong, âm Hán-Việt: Trung Thanh Nam Đạo) là một tỉnh nằm ở phía Tây Hàn Quốc. Tỉnh này được thành lập vào năm 1896 từ phần đất phía nam của vùng Chungcheong cũ. Tỉnh lỵ của Chungcheong Nam là Daejeon, được quản lý riêng biệt như một Quảng vực thị.

## Địa lý
Tỉnh này là một phần của vùng Hoseo và được bao bọc phía Tây bởi Hoàng Hải, phía bắc bởi tỉnh Gyeonggi-do, phía nam bởi tỉnh Jeollabuk-do và phía đông bởi tỉnh Chungcheongbuk-do.

## Hành chính
Chungcheongnam-do được phân thành 8 thành phố (si) và 7 huyện (gun):

### Thành phố
| - Asan (아산시, 牙山市, Nha Sơn thị) - Boryeong (보령시, 保寧市, Bảo Ninh thị) - Cheonan (천안시, 天安市, Thiên An thị) | - Dangjin (당진시, 唐津市, Đường Tân thị) - Gongju (공주시, 公州市, Công Châu thị) - Gyeryong (계룡시, 雞龍市, Kê Long thị) | - Nonsan (논산시, 論山市, Luân Sơn thị) - Seosan (서산시, 瑞山市, Thụy Sơn thị) |

### Huyện
| - Buyeo (huyện) (부여군, 扶餘郡, Phù Dư quận) - Cheongyang (청양군, 青陽郡, Thanh Dương quận) - Geumsan (금산군, 錦山郡, Cẩm Sơn quận) | - Hongseong (홍성군, 洪城郡, Hồng Thành quận) - Seocheon (서천군, 舒川郡, Thư Xuyên quận) - Taean (태안군, 泰安郡, Thái An quận) | - Yesan (예산군, 禮山郡, Lễ Sơn quận) |

## Tôn giáo
Tôn giáo ở Chungcheong Nam (2005)
Theo điều tra dân số năm 2005, dân số của Chungcheong Nam 28.7% theo Kitô giáo (19.6% Tin Lành và 9.1% Công giáo) và 20.5% theo Phật giáo. 50.8% dân số phần lớn không theo tôn giáo hoặc theo chủ nghĩa Muism và các tôn giáo bản địa khác.